# Pískavice řecké seno
Pískavice řecké seno (Trigonella foenum-graecum) je jedna z nejstarších kulturních rostlin. Její semena se používají jako koření. Je hojně pěstována ve Středomoří.

## Popis rostliny
Pískavice je jednoletá bylina. Má přímou, chudě větvenou lodyhu s trojčetnými listy, které se podobají listům komonice. Květy vyrůstají jednotlivě nebo po dvou z úžlabin listů na kratičkých stopkách, mají pětizubý kalich a žlutavě bílou korunu. Tenké, až 10 cm dlouhé lusky jsou poněkud srpovitě prohnuté a čítají až 20 semen. Kvete v červnu a červenci.

## Původ
Řecké seno pochází z oblasti od východního Středozemí po Střední Asii a Etiopii. V Česku se pěstuje ojediněle ve vinorodých oblastech. V Čechách ji poprvé pozoroval prof. František Bubák u Bečova nad Teplou v roce 1889.

## Použití

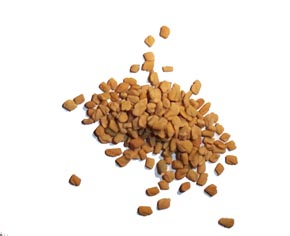
Semena pískavice

Rostlina se pěstuje jako hodnotné krmivo pro dobytek. Ve farmacii a v léčitelství se používá především semeno.

### Léčitelství
Droga obsahuje velké množství monogalaktanového slizu, hodnotných bílkovin a oleje. Přítomen je také netoxický alkaloid trigonellin, dusíkatý cholin, malé množství silice, triterpenové saponiny, lecitin, hořčiny, flavonoidy, niacin a stopové prvky. Nověji objevenou látkou je diosgenin, který je důležitý při aplikacích orálních antikoncepčních prostředků s léky, obsahujícími pohlavní hormony. Důležitá je přítomnost metylbetainu kyseliny nikotinové a jejího amidu — vitamínu PP. V listech je obsažen kumarin, takže se jimi někdy „maskuje“ nekvalitní seno.
Droga povzbuzuje trávení, ulevuje při kašli, nadýmání a při průjmech a mírně snižuje hladinu krevního cukru. Celkově posiluje a působí jako univerzální tonikum, zejména v geriatrii. Odpradávna se využívala jako ženské afrodisiakum.
Tato droga je ale nejvíce vhodná pro zevní použití. Kaše z mletého řeckého sena vytahuje hnis z ran a vředů, změkčuje zatvrdliny a poúrazová zatvrdnutí svalů a šlach a působí také proti měkkým otokům. Díky amidu kyseliny nikotinové droga účinně zasahuje do místních hojivých procesů, zlepšuje látkovou výměnu a průtok krve vlásečnicemi, což je možné léčebně využít na přípravu velmi hodnotných léčivých klyzmat, případně kloktadel.
Drogu se podává vnitřně formou prášku nebo formou nálevu z hrubě drcených semen. Při zevním použití se dává většinou přednost použití kašovitého obkladu. Potřebné množství prášku se krátce povaří s přiměřeným množstvím vody, aby vznikla kaše. K ní se přidá malé množství octa. Hustou kašičkou se natře na tlusto lněné plátno a použije se jako obvaz.
Odborná literatura uvádí u práškované drogy velmi nepříjemné aroma, ale není to oprávněné. Droga nezapáchá, jen má zvláštní aroma. S ohledem na specifičnost jejího použití dáváme zásadní přednost samostatnému podávání drogy, i když míchání hrubě drcené drogy do směsí je samozřejmě možné.
Výraznější nežádoucí účinky ani kontraindikace nebyly zjištěny. Droga bývala mistrovskou bylinou bylináře Franěce, který ji formou kataplasmatu aplikoval především na zánětem zvětšené, povrchově dostupné lymfatické uzliny, což vedlo k urychlení léčby.
Staří Egypťané používali semeno pískavice při balzamování. V Orientu některé mladé ženy pravidelně jedí semeno řeckého sena, aby měly pěkná prsa.
Tato rostlina je také využitelná při bolestech zubů v důsledku hnisavých zánětů. V tomto případě pomáhají výplachy a obklady odvarem směsi šalvěje, heřmánku, kořene proskurníku a řeckého sena, všeho stejným dílem.
Při zánětu nehtového lůžka, pokud se už vytvořil hnisavý zánět, lze vymýt místo heřmánkem a obkládat semenem řeckého sena, které se přiloží na celou ruku a ponechá nejméně 15 minut působit. U vředů je důležité jejich změkčování. Nejlépe je použít práškované semeno řeckého sena, povařené v trošce mléka na kaši, kterou se vřed obloží a přikryje obvazem.

### Gastronomie
Rozemletá tvrdá semena slouží jako koření a přidávají se do curry směsí nebo do chutney. Nejčastěji se lze s použitím pískavice setkat v indické a severoafrické kuchyni. Vzhledem k tomu, že syrová semena pískavice jsou poměrně značně hořká, často se před použitím opékají nebo namáčejí, čímž se hořkost sníží. V Indii se pražená a mletá semena pískavice používají též jako kávová náhražka. Samotnými semeny se nekoření, mají pronikavou a nepříjemnou vůni.